# Франсіско Монтаньєс
Франсіско Монтаньєс (ісп. Francisco Montañés, нар. 8 жовтня 1986, Кастельйон-де-ла-Плана) — іспанський футболіст, що грав на позиції півзахисника.
Виступав, зокрема, за клуб «Реал Сарагоса», а також молодіжну збірну Іспанії.
Чемпіон Іспанії.

## Клубна кар'єра
Народився 8 жовтня 1986 року в місті Кастельйон-де-ла-Плана. Вихованець футбольної школи клубу «Барселона».
У дорослому футболі дебютував 2004 року виступами за команду «Барселона C», в якій провів два сезони, взявши участь у 22 матчах чемпіонату. 
Згодом з 2004 по 2012 рік грав у складі команд «Барселона Б», «Барселона», «Вільярреал Б», «Онтіньєнт» та «Алькоркон». Протягом цих років виборов титул чемпіона Іспанії.
Своєю грою за останню команду привернув увагу представників тренерського штабу клубу «Реал Сарагоса», до складу якого приєднався 2012 року. Відіграв за клуб з Сарагоси наступні два сезони своєї ігрової кар'єри. Більшість часу, проведеного у складі сарагоського «Реала», був основним гравцем команди.
Протягом 2014—2017 років захищав кольори клубів «Еспаньйол» та «Леванте».
Завершив ігрову кар'єру у команді «Тенерифе», за яку виступав протягом 2017—2019 років.

## Виступи за збірні
У 2001 році дебютував у складі юнацької збірної Іспанії (U-16), загалом на юнацькому рівні взяв участь у 6 іграх.
У 2006 році залучався до складу молодіжної збірної Іспанії. На молодіжному рівні зіграв у 6 офіційних матчах, забив 1 гол.

## Титули і досягнення
- Чемпіон Іспанії (1):

«Барселона»: 2005-2006